# Celestite
Celestite es el quinto álbum de estudio de larga duración de la banda estadounidense de black metal Wolves in the Throne Room. Fue publicado el 8 de julio de 2014 a través de su propio sello, Artemisia Records. El álbum explora los temas de su anterior trabajo, Celestial Lineage, mediante un estilo experimental basado en drones y ambient oscuro, prescindiendo de voces y de la agresividad del black metal que caracteriza al resto de sus trabajos.

## Pistas
| N.º | Título                         | Duración |  |
| 1.  | «Turning Ever Towards the Sun» | 12:43    |  |
| 2.  | «Initiation at Neudeg Alm»     | 5:58     |  |
| 3.  | «Bridge of Leaves»             | 5:08     |  |
| 4.  | «Celestite Mirror»             | 14:32    |  |
| 5.  | «Sleeping Golden Storm»        | 9:02     |  |

## Personal
Adaptado de los créditos de AllMusic.
- Aaron Weaver – sintetizadores, guitarras.
- Nathan Weaver – sintetizadores, guitarras.

### Músicos invitados
- Randall Dunn – sintetizadores, diseño de sonido con H3000, procesamiento eléctrico.
- Timm Mason – Sintetizador Serge (en todas las pistas).
- Steve Moore – trompa, trombón (en las pistas: 1, 4, 5).
- Josiah Boothby – trompa, trombón (en las pistas: 1, 4, 5).
- Mara Winter – flauta (en las pistas: 1, 4).
- Veronica Dye – flauta (en las pistas: 3, 5).

## Producción
- Producido por: Randall Dunn y Wolves in the Throne Room.
- Grabado por: Randall Dunn en AVAST y Owl Lodge.
- Grabaciones adicionales por: Aaron Weaver en Owl Lodge.
- Mezclado en AVAST por Randall Dunn.
- Masterizado por Jason Ward en Chicago Mastering Service.[3]